# Ricardo Cumming
Ricardo Cumming Dunn (circa 1843-Valparaíso, 12 de julio de 1891) fue un comerciante chileno, conocido por su activo rol como partidario del Congreso durante la Guerra Civil de 1891, participando en un fallido ataque a las fuerzas navales del gobierno del presidente José Manuel Balmaceda. Por dicho hecho fue fusilado.
Fue hijo de Tomás Cumming y María de la Luz Dunn.

## Rol en la Guerra Civil de 1891
Para facilitar la acción militar y naval de la Junta de Gobierno de Iquique, el «comité secreto» que lo secundaba en Santiago planeó inutilizar las torpederas del gobierno. Ricardo Cumming, que era comerciante en Valparaíso, pretendió realizar el plan, haciendo volar con dinamita los tres barcos que constituían el único poder naval del presidente José Manuel Balmaceda. Fue sorprendido en su intento y posteriormente fue sometido a juicio.
Su confesión fue franca y espontánea. Declaró que su proyecto era inutilizar las máquinas de las torpederas Lynch y Condell y del transporte Imperial, y que para ello había comprometido a dos secuaces, Nicolás Politeo y Pío Sepúlveda, a quienes había ofrecido cien mil pesos. La prueba usada para acusar a Cumming fueron dos marraquetas encerrando explosivos. Procedía de acuerdo con el comité revolucionario porteño, pero se negó a delatar a los que lo indujeron a emprender su plan. Un consejo de guerra lo condenó a la pena de muerte. Se pidió el indulto para el sentenciado, pero este fue negado por el presidente. Según Balmaceda «He querido ser clemente; por eso se enviaron a Iquique los detenidos y por eso otros fueron puestos en libertad. Pero la clemencia parece que ha autorizado desmanes de la mayor gravedad».
Cumming fue fusilado en Valparaíso el 12 de julio de 1891. Al momento de su muerte, Cumming tenía 48 años. Sus restos fueron enterrados en el cementerio 3 de Playa Ancha. Su cónyuge, Virginia Silva Domínguez, y sus hijos, recibieron una pensión vitalicia de 3600 pesos anuales, primero por la Junta de Gobierno y después por el Congreso.

## Homenajes
En su homenaje, la antigua calle Avenida de los Padres de Santiago, ahora lleva su nombre, así como la estación del Metro de Santiago ubicada en dicha calle. En Valparaíso también una calle lleva su nombre, actualmente parte del barrio donde se desarrolla bohemia porteña.
Quilpué, ciudad al interior de Valparaíso, también lleva una calle con su nombre.